# Vĩnh Bình (An Giang)
Vĩnh Bình is een xã, in het district Châu Thành, een van de Vietnamese provincie An Giang in de Mekong-delta.